# آيت بوبمجان (الحمام)
آيت بوبمجان هي إحدى مشيخات المملكة المغربية، تتبع جغرافيا لإقليم خنيفرة وإداريًا لالحمام. يقدر عدد سكانها بـ 1216 نسمة حسب الإحصاء الرسمي للسكان والسكنى لسنة 2004.